# 約束の恋人
約束の恋人（やくそく の こいびと、朝鮮語: ハンバンド、ハングル: 한반도）は、TV朝鮮（TV조선）にて2012年2月6日から同年4月3日まで放送されたテレビドラマ。全18話。原題は「韓半島」の意。

## 出演

### メイン登場人物
オープニング登場順
- ソ・ミョンジュン：ファン・ジョンミン
- リム・ジンジェ：キム・ジョンウン
- パク・トミョン：チョ・ソンハ
- パク・ヘジョン：チョ・イジン
- ミン・ドンギ：クァク・ヒソン
- カン・ドンウォン：チ・フ

### その他の登場人物
- カン・デヒョン：イ・スンジェ
- パク・チョンピョ：チェ・イラ
- オ・チャンイル：チョン・ドンファン
- ソク・チュファン：ユン・ジュサン
- チョ・グッチョル：チョン・ソンモ
- リム・チョル：パク・チャンファン

## スタッフ
- 演出：イ・ヒョンミン
- 脚本：ユン・ソンジュ